# Nesticodes
Nesticodes là một chi nhện trong họ Theridiidae.

## Hình ảnh

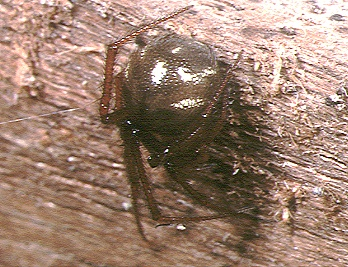
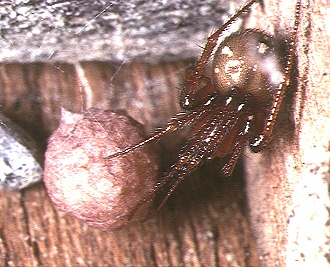
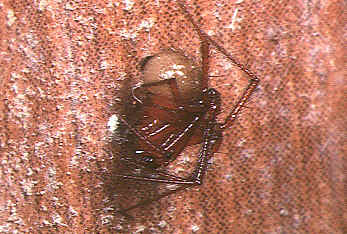